# デジモンアドベンチャー:
『デジモンアドベンチャー:』（DIGIMON ADVENTURE :）は、2020年4月5日から2021年9月26日まで、フジテレビ他で毎週日曜9:00 - 9:30（JST）に全67話が放送された、東映アニメーション制作のテレビアニメ。
デジモンシリーズのテレビアニメとしては第8作であり、第1作『デジモンアドベンチャー』（1999年 - 2000年放送、以下本文中では第1作と呼称）をリブートした作品でもある。

## 概要
「デジモンシリーズ」のテレビアニメ作品としては、テレビシリーズ5作目『デジモンセイバーズ』（2006年 - 2007年放送）以来、13年ぶりにフジテレビ系列で放送され、シリーズ全体としては『デジモンユニバース アプリモンスターズ』（テレビ東京系列、2016年 - 2017年放送）以来、2年半ぶりのテレビシリーズとなる。
本作品の制作にあたって、選ばれし子供たちのキャストは第1作と全く異なる声優陣に一新された一方、彼らのパートナーとなるデジモンたちはテイルモン以外全員が第1作と同じ声優である。ナレーションは野沢雅子が担当する。また、フジテレビアナウンサーの生田竜聖が劇中のテレビニュースのキャスター役として出演する。
新型コロナウイルスの感染拡大の影響により、本作品も2020年4月26日より新作の放送を一時休止し、同日に放送予定であった第4話とそれ以降の放送が、6月28日の放送再開まで約2ヶ月にわたって延期された。休止期間中の代替措置として、4月26日から5月31日までは前番組『ゲゲゲの鬼太郎（第6作）』より一部話数の再放送を、6月7日から21日までは本作品の既放送分の再放送をそれぞれ実施。また、本作品の再放送に当たっては、5月1日より実施されている「デジモンぬりえコンテスト」と連動し、ファンからの投稿作品を紹介するパートも番組冒頭に追加された。

## ストーリー
西暦2020年8月。ネットワークが人間の生活に深く浸透している今。その向こう側に広がるデジタルワールドには、未知のデジタル生命体・デジモンが棲んでいる。
主人公・八神太一はある日、ネットワーク空間というネットの世界に迷い込み、そこで太一のパートナーデジモン・アグモンと出会い、共に東京を襲ったネットワークの暴走事件を食い止めた。事件は無事に解決したが、太一はネットワーク空間から現実世界へと戻ってきてしまった。「あれは、夢だったのだろうか？」。しかし、太一の手にはアグモンとの絆・デジヴァイスが握られていた。翌日の未明、新たな危機・東京一帯の大規模停電の原因がデジモンにあるのではないかと考えた太一は、仲間の泉光子郎やクラスメイトの武之内空、石田ヤマト、太刀川ミミ、城戸丈ら仲間たちと共にデジタルワールドへ向かう。
クラウド大陸編（第1話 - 第24話）
太一たち6人は、自分たちが「選ばれし子供たち」と呼ばれる大きな使命を負った存在であることを知る。太一とアグモンは、現実世界で次々に起こるネットワークの危機を阻止するために、謎に満ちた「聖なるデジモン」を探し求める大冒険に飛び込んでいく。太一たちが様々なデジモンと出会い、強敵と戦い続ける裏で、漆黒のデジモン「デビモン」が暗躍する。
ミレニアモン編（第25話 - 第50話）
デビモンを倒した直後、太一たちはエルドラディモンとともに大陸の淵から大空に落下してしまう。今まで太一がいた「クラウド大陸」は、空に浮く浮遊大陸だったのだ。なんとか無事に海に着水した太一たちは、海を渡り「無限大陸」と呼ばれる土地に上陸する。そこはクラウド大陸とは比較にならないほど広大な大陸で、これまで以上に強力なデジモンたちが跋扈していた。さらに、太一たちは無限大陸を冒険する過程で、かつて古の時代にこの大陸で起きた光と闇の戦争と、その戦争で猛威を振った闇の最終兵器「ミレニアモン」のことを知る。そして今、そのミレニアモンの復活を企む者たちがいた。太一たちはミレニアモンの復活を阻止すべく、大陸のどこかにあるというミレニアモン封印の地「ファーガ」を目指して進む。
紋章の謎編（第51話 - 第67話）
ミレニアモンを倒すことに成功した太一たちは、以前出会ったガーベモンの招きで、デジタルワールド中の情報が集まる「情報の大樹」を訪れる。大樹の最深部の部屋には8枚の石板があり、石板には太一たちのデジヴァイスに映し出されるのと同じ紋章が刻まれていた。その紋章が何を意味するのかは、未だに謎のままだという。さらに、デジタルワールドでこれから「巨大な破滅」と呼ばれる災厄が起こることと、ミレニアモンの復活がその過程にすぎなかったことを知らされる。太一たちは巨大な破滅を防ぐため、そして紋章の謎を解明するために、新たな冒険と戦いに挑む。

## 登場キャラクター

### 選ばれし子供たち
八神 太一
声 - 三瓶由布子
本作品の主人公。小学5年生。熱く強い責任感をもち、自分のことよりも人のために行動ができる11歳。突然のネットワーク空間での戦いの中でも、その時自分がなすべきことは何か正確に判断し、ピンチをチャンスに変えていく。
石田 ヤマト
声 - 浪川大輔
小学5年生。島根県在住。太一よりも一足先にネットワーク空間に飛び込んでいて、未知の世界を探っていた。口数が少なく、常に行動優先のために誤解されやすいが、それは全て仲間たちを守るため。太一とは対立もするが、いざという時にはお互いを信じ、頼りにしあっている。
武之内 空
声 - 白石涼子
小学5年生。太一とは幼なじみ。クラスでも他の女子に頼られる姐御肌。ネットワーク空間に飛び込んでも、状況を理解してすぐに太一と行動をともにする。最初期はサンバイザーをかぶっていたが、スナイモンに襲われて川に飛び込んだ際になくしてしまったため、それ以降は新しい帽子をかぶっている。
泉 光子郎
声 - 小林由美子
小学4年生。太一とは同じマンションに住んでいる。引っ込み思案だがネットに強く、情報を集めて解析することが得意。首都環状線の事件をきっかけに太一と親しくなり、ともに冒険へと飛び込んでいく。
太刀川 ミミ
声 - 高野麻里佳
小学4年生。渋谷区在住。終始マイペースで自分の興味最優先のお嬢様。太刀川重工の会長の孫娘。
森の中でタネモンを守ろうと「女王」として暮らしていたが、太一たちを果物泥棒と間違えて罠で捕縛する。彼らから自身が「選ばれし子供たち」の一人だと知る。光子郎がエンコードしたニュース動画の中で祖父の言葉を聞いたこともあり、オーガモンや操られた果物泥棒のタスクモンたちとの戦いを機に自分たちで王国を守ると決意したタネモンたちと別れ太一たちと旅立つ。
城戸 丈
声 - 草尾毅
メンバー最年長でサブリーダー。小学6年生。中学受験を控えて、どこにいようと受験勉強に余念がない。最年長なので常に仲間たちのまとめ役になろうと奮闘する。
高石 タケル
声 - 潘めぐみ
小学2年生。ヤマトの弟。ある事情から兄とは別々に暮らしているが、第1話の首都環状線の事件をきっかけに不思議な感覚を抱くようになった。
八神 ヒカリ
声 - 和多田美咲
太一の妹。小学2年生。普段から浮世離れしたような言動で、第1話で母と共に首都環状線の事件に巻き込まれてしまった際、兄・太一のネットワーク空間内での活躍を感じ取っていた。

### パートナーデジモン
アグモン
声 - 坂本千夏
太一のパートナーデジモン。成長期。グレイモンに進化する。
ガブモン
声 - 山口眞弓
ヤマトのパートナーデジモン。成長期。ガルルモンに進化する。
ピヨモン
声 - 重松花鳥
空のパートナーデジモン。成長期。バードラモンに進化する。
テントモン
声 - 櫻井孝宏
光子郎のパートナーデジモン。成長期。関西弁で話す。カブテリモンに進化する。
パルモン
声 - 山田きのこ
ミミのパートナーデジモン。成長期。トゲモンに進化する。
ゴマモン
声 - 竹内順子
丈のパートナーデジモン。成長期。イッカクモンに進化する。
パタモン
声 - 松本美和
タケルのパートナーデジモン。成長期。エンジェモンおよびペガスモンに進化する。
テイルモン
声 - 園崎未恵
ヒカリのパートナーデジモン。成熟期。エンジェウーモンに進化する。

### 子供たちの家族
八神 裕子
声 - 園崎未恵
太一とヒカリの母。
第1話でヒカリと共に首都環状線の事件に巻き込まれる。
太刀川 源一郎
声 - 池水通洋
ミミの祖父。太刀川重工の会長。
政府が病院などの施設に移動電源車の配備を決定し、他の企業と共に無償貸与と作業を自ら部下の先頭に立って行う。企業の利益とかは関係なく、今、自分のできることをするだけと考えて行動する。その姿はデジタルワールドにいる孫娘とタネモンたちの心を打った。
太刀川 サトエ
ミミの母。
太刀川 ケースケ
ミミの父。
城戸 シン
丈の長兄。

### その他
ヴァロドゥルモン
声 - 風間勇刀、前田愛
遺跡で太一たち「選ばれし子供たち」を待っていた存在。自らは「デジタルワールドの善を司る者」と名乗った。古の光と闇の戦いを語り、再び闇の勢力が動き始めたと告げ、光と希望の「聖なるデジモン」を捜すよう太一たちの使命を伝えた。
その正体は、かつて光と闇の戦いで聖なるデジモンと共に戦った、巨大な6枚の翼を持つ聖鳥型デジモン。
コモンドモン
声 - 横山だいすけ
本作品より新たに登場したオリジナルキャラクター。ワホーンと鳴き、セリフは鳴き声以外なし。長い毛の下に8本の足がある。
「三大天使」の1人であるケルビモンの転生ロップモンの呼びかけにより復活し、太一たちを乗せて移動する。
太一たちを乗せた個体を含めて全部で5体。3体はロップモンの指示で平和を望むデジモンたちの救助に向かい、ロップモンやウッドモンたちを乗せた個体は安全な場所を目指して走り去った。
レオモン
声 - 平田広明
太一たちの協力者で、強い意志と正義の心を持つデジモン。太一たちがミノタルモンが率いるトループモンの群れに襲われるところを助ける。その後、クラウド大陸から落下する太一たちを救い、無限大陸でも活動。後にロップモンと合流する。

## 設定・世界観
太一たちの世界とデジタルワールドとは時間の流れが違う。
クラウド大陸
太一たちがデジタルワールドにやってきた時に最初に降り立った場所で、第25話までの冒険の舞台。デビモンとその部下たちとの戦いが繰り広げられた。
実は空中に浮く浮遊大陸で、その下にはさらに広大な世界が広がっている。また、島は古の光と闇の戦いにおける負の遺産である、暗黒の瘴気に蝕まれている。
無限大陸
クラウド大陸の下に広がっている広大な大陸で、第27話からの冒険の舞台。クラウド大陸よりも遥かに強力なデジモンたちが沢山生息している。
かつて光と闇の戦いが繰り広げられた場所で、その戦いでは闇の最終兵器とされたミレニアモンが破壊の限りを尽くした。ミレニアモンは聖なるデジモンたちと6体の究極体の戦士たちにより倒され、その肉体は黒い欠片となって大陸中に降り注いだ。そのミレニアモンが復活の兆候を見せており、人間界でネットワークが混乱することで生じるエネルギーが、「黒い雷」となって大陸中に降り注いでいる。
ファーガ
無限大陸のどこかにあると言われる、ミレニアモン封印の場所。ミレニアモンの肉体が黒い欠片となって無限大陸に降り注いだ時、最も大きな欠片が落ちた場所。
情報の大樹
デジタルワールド中の情報が集まる巨大な樹木。ガーベモンやワイズモンを始めとする多くの探求心旺盛なデジモンたちが集い、デジタルワールドの情報の解析・研究を行っている。樹木の最深部の部屋には8枚の石板があり、そこには太一たちのデジヴァイスに表示されるものと同じ紋章が刻まれている。

## スタッフ
- プロデューサー - 江花松樹（フジテレビ）[13]、佐川直子（読売広告社）[13]、櫻田博之（東映アニメーション）[13]、高見暁（東映アニメーション）[13]
- 原案 - 本郷あきよし[13]
- シリーズディレクター - 三塚雅人[13]
- シリーズ構成 - 冨岡淳広[13]
- キャラクターデザイン - 中鶴勝祥、浅沼昭弘[13]
- 音楽 - 佐橋俊彦[13]
- 製作担当 - 小林克規
- 美術設定 - 天田俊貴[13]
- 美術監督・美術 - 木下了香[13]
- 撮影監督 - 赤沢賢二
- 色彩設計 - 竹澤聡
- 制作 - フジテレビ[13]、読売広告社[13]、東映アニメーション[13]

## 主題歌
オープニングテーマ
| 曲名         | 作詞     | 作曲     | 編曲     | 歌       | 備考     |
| ------------ | -------- | -------- | -------- | -------- | -------- |
| 未確認飛行船 | 森由里子 | 馬渕直純 | 馬渕直純 | 谷本貴義 | [ 注 6 ] |

エンディングテーマ
| 曲名                       | 作詞                         | 作曲                          | 編曲                          | 歌                 | 備考                                      |
| -------------------------- | ---------------------------- | ----------------------------- | ----------------------------- | ------------------ | ----------------------------------------- |
| 悔しさは種                 | 藤川千愛                     | 藤永龍太郎（Elements Garden） | 藤永龍太郎（Elements Garden） | 藤川千愛           | 第1クールのエンディングテーマ             |
| Q?                         | Reol                         | Giga Reol                     | Giga                          | Reol               | 第2クールのエンディングテーマ             |
| Mind game                  | Maica_n Faith                | Maica_n                       | 根岸孝旨                      | Maica_n            | 第3クールのエンディングテーマ             |
| オーバーシーズ・ハイウェイ | ウォルピスカーター Oragestar | Oragestar                     | ルワン                        | ウォルピスカーター | 第4、第5クール（6月）のエンディングテーマ |
| Dreamers                   | SUNNY BOY                    | KENTZ phoenix storm           | KENTZ                         | ATEEZ              | 第5クール（7月以降）のエンディングテーマ  |

挿入歌
| 曲名            | 作詞     | 作曲     | 編曲     | 歌       | 備考                       |
| --------------- | -------- | -------- | -------- | -------- | -------------------------- |
| Be The Winners  | 森由里子 | 馬渕直純 | 設楽哲也 | 谷本貴義 | 成熟期への進化テーマソング |
| X-treme Fight   | 森由里子 | 谷本貴義 | 宮崎誠   | 谷本貴義 | 完全体への進化テーマソング |
| Break the chain | 谷本貴義 | 谷本貴義 | 谷本貴義 | 谷本貴義 | 究極体への進化テーマソング |

## 各話リスト
放送日は関東圏のフジテレビおよび同時ネット局などのもの。
| 話数   | サブタイトル                | 脚本              | 絵コンテ                            | 演出                  | 作画監督 | 総作画監督          | 初放送日       |
| ------ | --------------------------- | ----------------- | ----------------------------------- | --------------------- | --- | ------------------- | -------------- |
| 第1話  | 東京デジタルクライシス      | 冨岡淳広          | 三塚雅人                            | 三塚雅人              | 浅沼昭弘 | -                   | 2020年 4月5日  |
| 第2話  | ウォー・ゲーム              | 冨岡淳広          | 宍戸望                              | 宍戸望                | 舘直樹 大西陽一 | 浅沼昭弘            | 4月12日        |
| 第3話  | そしてデジタルワールドへ    | 冨岡淳広          | 三塚雅人                            | ひろしまひでき        | 北野幸広 | 浅沼昭弘            | 4月19日        |
| 第4話  | バードラモン飛翔            | 山下憲一          | 八島善孝                            | 佐々木憲世            | 直井正博 | 浅沼昭弘            | 6月28日        |
| 第5話  | 聖なるデジモン              | 冨岡淳広          | セトウケンジ                        | 武藤公春              | 荏原裕子 | 浅沼昭弘            | 7月5日         |
| 第6話  | 狙われた王国                | 山口宏            | 貝澤幸男                            | なかの★陽             | 清山滋崇 二階堂渥志 | 浅沼昭弘            | 7月12日        |
| 第7話  | その男、城戸丈              | 古怒田健志        | えらん                              | 茉田哲明              | Noh Gil-bo | 仲條久美            | 7月19日        |
| 第8話  | 子供たちの攻城戦            | 佐藤寿昭          | 古家陽子 都築悠一                   | 古家陽子 都築悠一     | 八島善孝 | 浅沼昭弘            | 7月26日        |
| 第9話  | 完全体・襲来                | 十川誠志          | セトウケンジ                        | セトウケンジ          | 原憲一 井口忠一 | 仲條久美            | 8月2日         |
| 第10話 | 鋼鉄の超進化                | 冨岡淳広          | 貝澤幸男                            | ひろしまひでき        | 澤木巳登理 北野幸広 | 浅沼昭弘            | 8月9日         |
| 第11話 | 砂漠に立つ狼                | 冨岡淳広          | セトウケンジ                        | 武藤公春              | 荏原裕子 | 仲條久美            | 8月16日        |
| 第12話 | リリモン開花                | 山口宏            | 佐々木憲世                          | 宍戸望                | 直井正博 | 浅沼昭弘            | 8月23日        |
| 第13話 | 紅蓮の翼ガルダモン          | 山下憲一          | 茉田哲明                            | 茉田哲明              | Noh Gil-bo | 仲條久美            | 8月30日        |
| 第14話 | 激突 昆虫の王者             | 十川誠志          | なかの★陽                           | 山本隆太              | 清山滋崇 舘直樹 | 浅沼昭弘            | 9月6日         |
| 第15話 | ズドモン 稲妻の鉄槌         | 佐藤寿昭          | セトウケンジ                        | セトウケンジ          | 井口忠一 原憲一 | 仲條久美            | 9月13日        |
| 第16話 | 東京侵食 漆黒の影           | 古怒田健志        | 古屋陽子 貝澤幸男                   | ひろしまひでき        | 二階堂渥志 北野幸広 | 浅沼昭弘            | 9月20日        |
| 第17話 | 東京決戦 オロチモン         | 山口宏            | 高田昌宏                            | 武藤公春              | 荏原裕子 | 仲條久美            | 9月27日        |
| 第18話 | 東京消滅 カウントダウン     | 冨岡淳広          | 貝澤幸男                            | 貝澤幸男              | 八島善孝 | 浅沼昭弘            | 10月4日        |
| 第19話 | 吠えよ獣王拳                | 十川誠志          | 茉田哲明                            | 佐藤道拓              | Noh Gil-bo | 仲條久美            | 10月11日       |
| 第20話 | 七人目の覚醒                | 山下憲一 冨岡淳広 | 佐々木憲世                          | 難波涼                | 直井正博 澤木巳登理 | 浅沼昭弘            | 10月18日       |
| 第21話 | 逆転の武装鋼化              | 佐藤寿昭          | セトウケンジ                        | セトウケンジ          | 井口忠一 原憲一 | 仲條久美            | 10月25日       |
| 第22話 | 不屈の蒼き機翼              | 古怒田健志        | なかの★陽                           | ひろしまひでき        | 北野幸広 | 浅沼昭弘            | 11月1日        |
| 第23話 | 闇の使者デビモン            | 山口宏            | 西田章二                            | 武藤公春              | 荏原裕子 | 仲條久美            | 11月8日        |
| 第24話 | 終極 ダンデビモン           | 十川誠志          | 貝澤幸男                            | 宍戸望                | 二階堂渥志 舘直樹 | 浅沼昭弘            | 11月15日       |
| 第25話 | ダイブ 次なる海へ           | 十川誠志          | 西田章二                            | 佐藤道拓              | Noh Gil-bo | 仲條久美            | 11月22日       |
| 第26話 | 突破 海獣包囲網             | 佐藤寿昭          | 八島善孝                            | 内山まな              | 八島善孝 | 浅沼昭弘            | 11月29日       |
| 第27話 | 新大陸へ                    | 冨岡淳広          | セトウケンジ                        | セトウケンジ          | 井口忠一 原憲一 | 仲條久美            | 12月6日        |
| 第28話 | 子供たちのサバイバル        | 冨岡淳広          | 佐々木憲世                          | 佐々木憲世            | 直井正博 | 浅沼昭弘            | 12月13日       |
| 第29話 | 脱出 燃える密林             | 古怒田健志        | 大地丙太郎                          | 武藤公春              | 荏原裕子 | 仲條久美            | 12月20日       |
| 第30話 | 究極体ウォーグレイモン      | 山口宏            | 八島善孝                            | ひろしまひでき        | 澤木巳登理 北野幸広 | 浅沼昭弘            | 12月27日       |
| 第31話 | 新たな闇ミレニアモン        | 冨岡淳広          | 佐藤道拓                            | 佐藤道拓              | Noh Gil-bo Lee Yeong-gyu | 仲條久美            | 2021年 1月10日 |
| 第32話 | 天駆ける希望                | 十川誠志          | 志田直俊                            | 難波涼                | 二階堂渥志 舘直樹 | 浅沼昭弘            | 1月17日        |
| 第33話 | 夜明けのヒカリ              | 冨岡淳広          | セトウケンジ                        | セトウケンジ          | 原憲一 Noel Añonuevo Eugene Ayson | 仲條久美            | 1月24日        |
| 第34話 | ヒカリとテイルモン          | 冨岡淳広          | 貝澤幸男                            | 山本隆太              | 向山祐治 松本勝次 三橋桜子 小澤和則 Jiang Yong Xieyumeng Zoulei                                                                                       | 浅沼昭弘            | 1月31日        |
| 第35話 | 煌くエンジェウーモン        | 古怒田健志        | 大地丙太郎                          | 武藤公春              | 荏原裕子 | 仲條久美            | 2月7日         |
| 第36話 | 衛星狙撃作戦                | 十川誠志          | 八島善孝                            | 内山まな              | 八島善孝 | 浅沼昭弘            | 2月14日        |
| 第37話 | ミミちゃんウォーズ          | 山口宏            | 佐藤道拓                            | 佐藤道拓              | Noh Gil-bo Lee Yeong-gyu | 仲條久美            | 2月21日        |
| 第38話 | 燃える 蒼き友情             | 佐藤寿昭          | 鈴木正男                            | ひろしまひでき        | 直井正博 | 浅沼昭弘            | 2月28日        |
| 第39話 | ジャガモン ポテト地獄       | 冨岡淳広          | セトウケンジ                        | セトウケンジ          | 荏原裕子 Lee Yeong-gyu Noh Gil-bo 原憲一 | 仲條久美            | 3月7日         |
| 第40話 | 決めろ！必殺シュート        | 十川誠志          | 佐々木憲世                          | 佐々木憲世            | 澤木巳登理 北野幸広 | 浅沼昭弘            | 3月21日        |
| 第41話 | 霧のもんモンパーク          | 山口宏            | 佐藤道拓                            | 武藤公春              | 荏原裕子 | -                   | 3月28日        |
| 第42話 | 発明王ガーベモン            | 十川誠志          | 貝澤幸男                            | 山本隆太              | 永田正美 飯塚葉子 松本勝次 向山祐治 谢鑫 曹军 齐特 周坤 Dong Hong Lin Zhou Long Li Dongle Yi                                                          | 浅沼昭弘            | 4月4日         |
| 第43話 | 激突 キング・オブ・デジモン | 古怒田健志        | 鈴木正男                            | 難波涼                | Noel Añonuevo Joey Calangian | 仲條久美            | 4月11日        |
| 第44話 | ヒカリと動く森              | 森地夏美          | 貝澤幸男                            | 都築悠一              | 二階堂渥志 舘直樹 | 浅沼昭弘            | 4月18日        |
| 第45話 | 起動 メタルガルルモン       | 十川誠志          | セトウケンジ                        | セトウケンジ          | Noh Gil-bo 原憲一 | 仲條久美            | 4月25日        |
| 第46話 | 希望の聖剣                  | 山口宏            | 志田直俊                            | 西健太                | 小澤和則 吉田肇 向山祐治 森悦史 桜井正明 山崎展義 竹内昭 浪上悠里 永田正美 斉藤香織 小松太樹                                                          | 浅沼昭弘 仲條久美   | 5月2日         |
| 第47話 | 荒野の悪党たち              | 佐藤寿昭          | 八島善孝                            | 内山まな              | 八島善孝 | 仲條久美            | 5月9日         |
| 第48話 | ムゲンドラモンの襲撃        | 十川誠志          | 貝澤幸男                            | ひろしまひでき        | 直井正博 | 浅沼昭弘            | 5月16日        |
| 第49話 | 邪神降臨ミレニアモン        | 十川誠志          | 佐藤道拓                            | 武藤公春              | 荏原裕子 | 仲條久美            | 5月23日        |
| 第50話 | 終結 究極の聖戦             | 古怒田健志        | 大塚隆史                            | 大塚隆史              | 澤木巳登理 北野幸広 | 浅沼昭弘            | 5月30日        |
| 第51話 | 紋章に隠された謎            | 冨岡淳広          | 志田直俊                            | 山本隆太              | 飯塚葉子 松本勝次 竹内昭 向山祐治 Xie Yumeng Zhu Yashi Tang Junyue Jussi                                                                              | 仲條久美            | 6月6日         |
| 第52話 | 天舞 ホウオウモン           | 森地夏美          | 佐々木憲世                          | 佐々木憲世            | Noel Añonuevo Eugene Ayson Joey Calangian | 浅沼昭弘            | 6月13日        |
| 第53話 | ゲコ温泉の乱                | 佐藤寿昭          | セトウケンジ 佐藤道拓               | セトウケンジ 佐藤道拓 | Noh Gil-bo 原憲一 | 仲條久美            | 6月20日        |
| 第54話 | さすらいの戦鬼リベリモン    | 十川誠志          | 鈴木正男                            | 宍戸望                | 二階堂渥志 舘直樹 | 浅沼昭弘            | 6月27日        |
| 第55話 | 狙われたデジモン学校        | 山口宏            | 貝澤幸男 志田直俊                   | 西健太                | 吉田肇 向山祐治 森悦史 竹内昭 浪上悠里 wuxiaowei youxi chenqi Jiang yong                                                                              | 仲條久美            | 7月4日         |
| 第56話 | 三日月の金狼                | 古怒田健志        | 八島善孝                            | 内山まな              | 八島善孝 | 浅沼昭弘            | 7月11日        |
| 第57話 | 破滅からの接触              | 冨岡淳広          | 佐藤道拓                            | 武藤公春              | 荏原裕子 | 仲條久美            | 7月18日        |
| 第58話 | ヒカリ 新たな命             | 十川誠志          | 貝澤幸男                            | ひろしまひでき        | 直井正博 | 浅沼昭弘            | 7月25日        |
| 第59話 | 電光ヘラクルカブテリモン    | 森地夏美          | 鈴木正男                            | 山本隆太              | 松本勝次 向山祐治 Wang Min Zhou Jian Liu Dong Dong Jiang Zhi Hui Huang Yong Pin Li Wei Feng Xia Li Ping Lu Feng Zhao qing yun Zhou Zhi Jie Zhu Ya Shi | 仲條久美 二階堂渥志 | 8月1日         |
| 第60話 | 氷河を征くヴァイクモン      | 山口宏            | 志田直俊                            | 都築悠一              | 北野幸広 仁井宏隆 | 浅沼昭弘            | 8月8日         |
| 第61話 | 帰りたい場所へ              | 佐藤寿昭          | セトウケンジ                        | セトウケンジ          | Noh Gil-bo 原憲一 | 仲條久美            | 8月15日        |
| 第62話 | シャッコウモンの涙          | 十川誠志          | 佐々木憲世                          | 佐々木憲世            | Noel Añonuevo Joey Calangian Eugene Ayson | 浅沼昭弘            | 8月22日        |
| 第63話 | 勇気の紋章                  | 冨岡淳広          | 鈴木正男                            | 鈴木真彦              | Wang Min Zhou Jian Liu Dong Dong Jiang Zhi Hui Huang Yong Pin Li Wei Feng Zhu Ya Shi Xia Li Ping Lu Feng 小澤和則                                     | 二階堂渥志          | 8月29日        |
| 第64話 | 天使たちの決意              | 十川誠志          | 志田直俊                            | ひろしまひでき        | 宇代佑規 舘直樹 北野幸広 Eugene Ayson Joey Calangian Noel Añonuevo                                                                                    | 浅沼昭弘            | 9月5日         |
| 第65話 | 巨大な破滅ネガーモン        | 十川誠志          | 八島善孝                            | 内山まな              | 八島善孝 | 仲條久美            | 9月12日        |
| 第66話 | 最後の奇跡 最後の力         | 山口宏            | 三塚雅人 鈴木正男                   | 都築悠一              | 直井正博 | 浅沼昭弘            | 9月19日        |
| 第67話 | 冒険の果て                  | 冨岡淳広          | 宍戸望 佐々木憲世 大塚隆史 志田直俊 | 宍戸望                | 浅沼昭弘 仲條久美 | -                   | 9月26日        |

CM前後のアイキャッチは第1作『デジモンアドベンチャー』などとは異なり、Bパート開始時のみ専用のアイキャッチ映像を流すという形式となっている。また前述の通り、放送再開後の第4話以降はアイキャッチ映像も、「デジモンぬりえコンテスト」の投稿作品紹介を兼ねたものとなっており、第30話までこのフォーマットが継続された。

## 放送局
| 放送期間                                                                                 | 放送時間                                             | 放送局             | 対象地域       | 備考                                               |
| ---------------------------------------------------------------------------------------- | ---------------------------------------------------- | ------------------ | -------------- | -------------------------------------------------- |
| 2020年4月5日 - 2021年9月26日                                                             | 日曜 9:00 - 9:30                                     | フジテレビ         | 関東広域圏     | 制作局                                             |
|                                                                                          |                                                      | 北海道文化放送     | 北海道         |                                                    |
|                                                                                          |                                                      | 岩手めんこいテレビ | 岩手県         |                                                    |
|                                                                                          |                                                      | 仙台放送           | 宮城県         |                                                    |
|                                                                                          |                                                      | さくらんぼテレビ   | 山形県         |                                                    |
|                                                                                          |                                                      | NST新潟総合テレビ  | 新潟県         |                                                    |
|                                                                                          |                                                      | 長野放送           | 長野県         |                                                    |
|                                                                                          |                                                      | テレビ静岡         | 静岡県         |                                                    |
|                                                                                          |                                                      | 石川テレビ         | 石川県         |                                                    |
|                                                                                          |                                                      | 東海テレビ         | 中京広域圏     |                                                    |
|                                                                                          |                                                      | 関西テレビ         | 近畿広域圏     |                                                    |
|                                                                                          |                                                      | さんいん中央テレビ | 島根県・鳥取県 |                                                    |
|                                                                                          |                                                      | 岡山放送           | 岡山県・香川県 |                                                    |
|                                                                                          |                                                      | テレビ新広島       | 広島県         |                                                    |
|                                                                                          |                                                      | 高知さんさんテレビ | 高知県         |                                                    |
|                                                                                          |                                                      | テレビ西日本       | 福岡県         |                                                    |
|                                                                                          |                                                      | サガテレビ         | 佐賀県         |                                                    |
|                                                                                          |                                                      | 鹿児島テレビ       | 鹿児島県       |                                                    |
| 2020年4月11日 - 2021年10月2日                                                            | 土曜 5:30 - 6:00                                     | テレビ熊本         | 熊本県         |                                                    |
| 2020年4月12日 - 2021年10月3日                                                            | 日曜 5:00 - 5:30                                     | 福井テレビ         | 福井県         |                                                    |
|                                                                                          | 日曜 5:30 - 6:00                                     | テレビ宮崎         | 宮崎県         | 日本テレビ系列・テレビ朝日系列とのクロスネット局。 |
|                                                                                          | 日曜 6:15 - 6:46                                     | 富山テレビ         | 富山県         |                                                    |
|                                                                                          | 日曜 6:30 - 7:00                                     | 秋田テレビ         | 秋田県         |                                                    |
|                                                                                          |                                                      | テレビ長崎         | 長崎県         |                                                    |
| 2020年4月17日 - 2020年9月25日 2020年10月3日 - 2021年3月27日 2021年4月4日 - 2021年9月26日 | 金曜 16:20 - 16:50 土曜 5:30 - 6:00 日曜 9:00 - 9:30 | テレビ愛媛         | 愛媛県         | 第42話以降は同時ネット                             |
| 同時ネット局・遅れネット局共に字幕放送、解説放送、同時ネット局は連動データ放送も実施。   |                                                      |                    |                |                                                    |

系列局である福島テレビ、テレビ大分（日本テレビ系列とのクロスネット局）、沖縄テレビでは放送されなかった。
| 配信期間        | 配信時間 | 配信サイト     |
| --------------- | -------- | -------------- |
| 2020年4月6日 -  | 不明     | FOD TVer       |
| 2020年4月12日 - |          | Dアニメストア  |
| 2020年4月13日 - |          | Netflix U-NEXT |
| 未定            |          | アニメ放題     |

## Blu-ray / DVD
| BOX | 発売日        | 収録話          | 備考   |
| --- | ------------- | --------------- | ------ |
| 1   | 2020年12月2日 | 第1話 - 第12話  | [ 22 ] |
| 2   | 2021年3月3日  | 第13話 - 第24話 | [ 23 ] |
| 3   | 2021年6月2日  | 第25話 - 第36話 | [ 24 ] |
| 4   | 2021年9月3日  | 第37話 - 第48話 | [ 25 ] |
| 5   | 2022年2月2日  | 第49話 - 第67話 | [ 26 ] |